# Коли Ніцше плакав (фільм)
«Коли Ніцше плакав» (англ. When Nietzsche Wept) — кінофільм 2007 року, знятий режисером Пінхасом Перрі на основі однойменного роману Ірвіна Ялома.

## Сюжет
До відомого віденському лікаря Йозефа Броєра приходить екзальтована росіянка Лу Саломе, яка просить доктора допомогти її другові Фрідріху Ніцше. Зачарований дівчиною, Бреєр погоджується. Проте спочатку лікар і філософ не можуть установити контакту — Ніцше погоджується на допомогу тільки після того, як розбиває головою люстерко. Сам Броєр також страждає від психологічних, моральних проблем, пов'язаних із конфліктом між потягом до красивих пацієнток і зобов'язаннями перед дружиною.
Тоді лікар пропонує філософу угоду — Броєр лікує Ніцше від «мігрені», а той натомість надає доктору можливість розповідати про свої проблеми. Цією ідеєю Йозеф ділиться зі своїм молодим другом Зигмундом Фрейдом.
Під впливом Ніцше Броєр вирішує набути справжньої свободи — піти від дружини і з'єднатися зі своєю колишньою пацієнткою Бертою. Однак з'ясовується, що Берта вже захопилася іншим лікарем. Йозеф збриває бороду, влаштовується офіціантом у кафе, де його випадково зустрічає Фрейд. Броєр біжить від нього, падає у воду і — прокидається. Виявляється, що Фрейд загіпнотизував свого друга, що допомогло останньому розв'язати власні внутрішні конфлікти. Броєр знову зустрічається з Ніцше, і вони обговорюють своїх жінок. З'ясовується, що проблеми філософа так і залишилися, і Ніцше вирішує йти своїм шляхом. Лікар і філософ розстаються друзями. Історія стосунків Йозефа і Берти потім була описана у спільній книзі Броєра і Фрейда, з якої і почався психоаналіз.

## У ролях
- Арманд Ассанте — Фрідріх Ніцше
- Бен Крос — Йозеф Броєр
- Джеймі Елман — Зигмунд Фрейд
- Аяна Хавів — співачка
- Рейчел О'Міра — фрау Бекер
- Джоанна Пакула — Матільда Броєр
- Кетрін Винник — Лу Саломе
- Міхаль Янай — Берта Паппенгейм
- Андреас Бекетт — Заратуштра

## Музика
У фільмі звучить класична музика — Йоганна Штрауса молодшого («На прекрасному блакитному Дунаї»), Джоаккіно Россіні (музика із опер «Сорока-злодійка» і «Севільський цирульник»), Людвіга ван Бетховена («Симфонія № 3»), Петра Чайковського (сюїта з «Лебединого озера»), Йоганнеса Брамса («Блаженні засмучені, бо вони будуть утішені» з «Німецького реквієму»), Ріхарда Вагнера («Політ валькірій» із опери «Валькірія»), Жоржа Бізе («Хабанера» із опери «Кармен»).

## Виробництво
Знімання фільму відбувалося в болгарському місті Русе.